# Dick Wolf

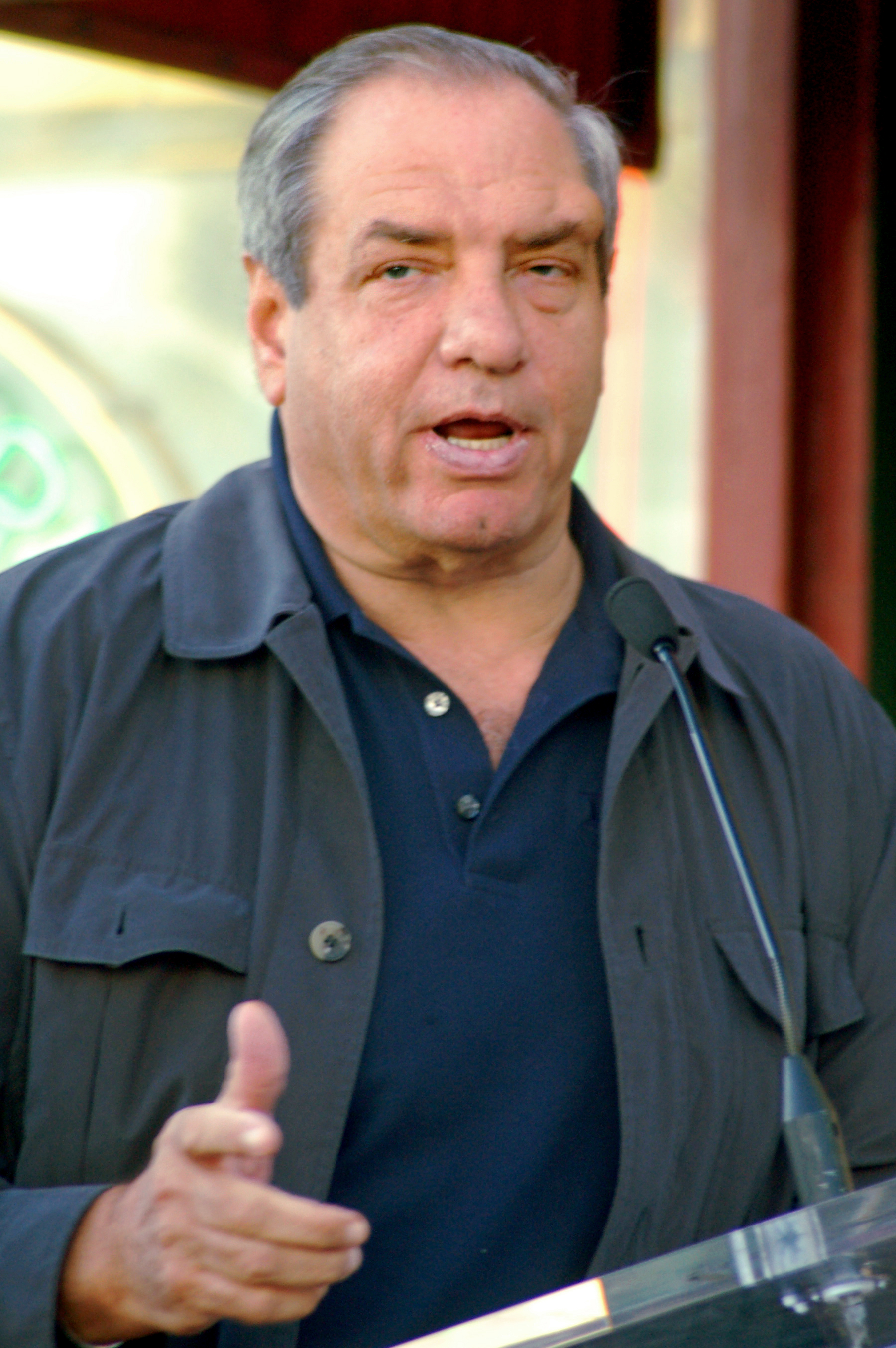
Dick Wolf (2010)

Richard Anthony „Dick“ Wolf (* 20. Dezember 1946 in New York City, New York) ist ein US-amerikanischer Drehbuchautor und Fernsehproduzent. Er gilt als einer der einflussreichsten Produzenten von US-amerikanischen Krimiserien.

## Leben
Seine Karriere startete Wolf in der Werbung, wechselte dann zum Fernsehen und wurde schließlich ausführender Produzent der Serie Law & Order, einer der erfolgreichsten Krimiserien der Fernsehgeschichte. Bis jetzt ist Law & Order die am häufigsten für den Emmy nominierte Krimiserie.
Wolf ist Schöpfer und ausführender Produzent der drei Law & Order-Krimiserien von Wolf Films und NBCUniversal (Law & Order, Law & Order: Special Victims Unit, Criminal Intent – Verbrechen im Visier), und der beiden kurzlebigen Ableger Law & Order: Trial by Jury und Conviction. Außerdem ist er Produzent der NBC-Gerichtsserie Crime and Punishment, die sich mit echten Fällen des San Diego District Attorney’s office befasst.
Seine Firma Wolf Films produzierte unter anderem auch den Film Twin Towers, eine Dokumentation über zwei Brüder, von denen der eine Polizeibeamte und der andere bei der Feuerwehr tätig ist, und die beim Anschlag am 11. September 2001 auf das New Yorker World Trade Center ums Leben gekommen sind. Twin Towers wurde 2003 mit dem Oscar ausgezeichnet.
Wolf trägt den Titel Generalkonsul von Monaco und ist am jährlich stattfindenden Fernseh-Festival des Fürstentums beteiligt.

## Filmografie

### Fernsehserien
- 1984–1989: Miami Vice
- 1985–1987: Polizeirevier Hill Street (Hill Street Blues)
- 1989: Gideon Oliver
- 1989: Christine Cromwell
- 1990: Die Ninja-Cops (Nasty Boys)
- 1990: H.E.L.P. – Harlem Eastside Livesaving Program
- 1990–2010, seit 2022: Law & Order
- 1992: Mann & Machine
- 1992: The Human Factor
- 1993: South Beach
- 1994–1998: New York Undercover
- 1995: The Wright Verdicts
- 1996: Swift Justice
- 1997: Feds
- 1997: Players
- seit 1999: Law & Order: Special Victims Unit
- 2000: D. C.
- 2000: Deadline
- 2000: Arrest & Trial
- 2001–2011: Criminal Intent – Verbrechen im Visier (Law & Order: Criminal Intent)
- 2002: Crime & Punishment
- 2003–2004: Polizeibericht Los Angeles (Dragnet)
- 2004–2005: Fatherhood
- 2004–2005: Law & Order: Trial by Jury
- 2006: Conviction
- 2007–2008: Law & Order Paris
- 2009–2014: Law & Order: UK
- 2010–2011: Law & Order: LA
- 2012: Community (Law & Order: Greendale)
- 2012: Family Guy (Gaststimme in „Die Nielsen-Familie“)
- seit 2012: Chicago Fire
- seit 2013: Cold Justice
- seit 2014: Chicago P.D.
- seit 2015: Chicago Med
- seit 2015: Nightwatch
- 2015: Cold Justice: Sex Crimes
- 2015: 3AM
- 2017: Chicago Justice
- seit 2018: FBI
- seit 2019: Murder for Hire
- seit 2019: FBI: Most Wanted
- seit 2021: Law & Order: Organized Crime (Fernsehserie)

### Filme
- 1978: Skateboard
- 1987: No Man’s Land – Tatort 911 (No Man’s Land)
- 1988: Masquerade – Ein tödliches Spiel (Masquerade)
- 1998: The Invisible Man (Fernsehfilm)
- 1998: Exiled: A Law & Order Movie (Fernsehfilm)
- 2003: Twin Towers
- 2007: Bury My Heart at Wounded Knee
- 2017: The Super